# Iolanda Oanță
Iolanda Oanță (* 11. Oktober 1965 in Bukarest) ist eine ehemalige rumänische Leichtathletin, die sich auf den Sprint spezialisiert hat. Ihre größten Erfolge feierte sie mit dem Gewinn der Silbermedaille über 200 und 400 Meter bei den Halleneuropameisterschaften 1990 und 1992.

## Sportliche Laufbahn
Erste internationale Erfahrungen sammelte Iolanda Oanță vermutlich im Jahr 1988, als sie bei den Balkanspielen in Ankara in 56,26 s die Silbermedaille im 400-Meter-Hürdenlauf hinter ihrer Landsfrau Nicoleta Căruțașu gewann. Im Jahr darauf schied sie bei den Hallenweltmeisterschaften in Budapest mit 52,93 s im Halbfinale über 400 Meter aus und 1990 gewann sie bei den Halleneuropameisterschaften in Glasgow in 52,22 s die Silbermedaille im 400-Meter-Lauf hinter Marina Schmonina aus der Sowjetunion. Im Jahr darauf schied sie bei den Hallenweltmeisterschaften in Sevilla mit 53,40 s im Semifinale über 400 Meter aus und 1992 gewann sie bei den Halleneuropameisterschaften in Genua in 23,23 s die Silbermedaille im 200-Meter-Lauf hinter Oxana Stepitschewa vom Vereinten Team und ging im Finale über 400 Meter nicht mehr an den Start. Im August nahm sie über 200 Meter an den Olympischen Sommerspielen in Barcelona teil und schied dort mit 23,75 s im Viertelfinale aus. 1993 gelangte sie bei den Hallenweltmeisterschaften in Toronto im Dreisprung mit 13,32 m auf Rang zehn und beendete im selben Jahr ihre aktive sportliche Karriere im Alter von 28 Jahren.
In den Jahren 1991 und 1992 wurde Oanță rumänische Meisterin im 100-Meter-Lauf sowie von 1987 bis 1992 auch über 200 Meter. Von 1987 bis 1990 wurde sie Landesmeisterin im 400-Meter-Lauf.

## Persönliche Bestzeiten
- 100 Meter: ?
  - 60 Meter (Halle): 7,22 s, 7. Februar 1992 in Bukarest (rumänischer Rekord)
- 200 Meter: 22,70 s (0,0 m/s), 14. Juni 1987 in Bukarest
  - 200 Meter (Halle): 23,20 s, 1. März 1992 in Genua
- 400 Meter: 50,55 s, 13. August 1988 in Pitești
  - 400 Meter (Halle): 52,22 s, 4. März 1990 in Glasgow
- 400 m Hürden: 55,44 s, 10. Juli 1988 in Bukarest
- Dreisprung: 13,93 m, 23. Januar 1993 in Bacău